# Allgemeine Poliklinik Wien

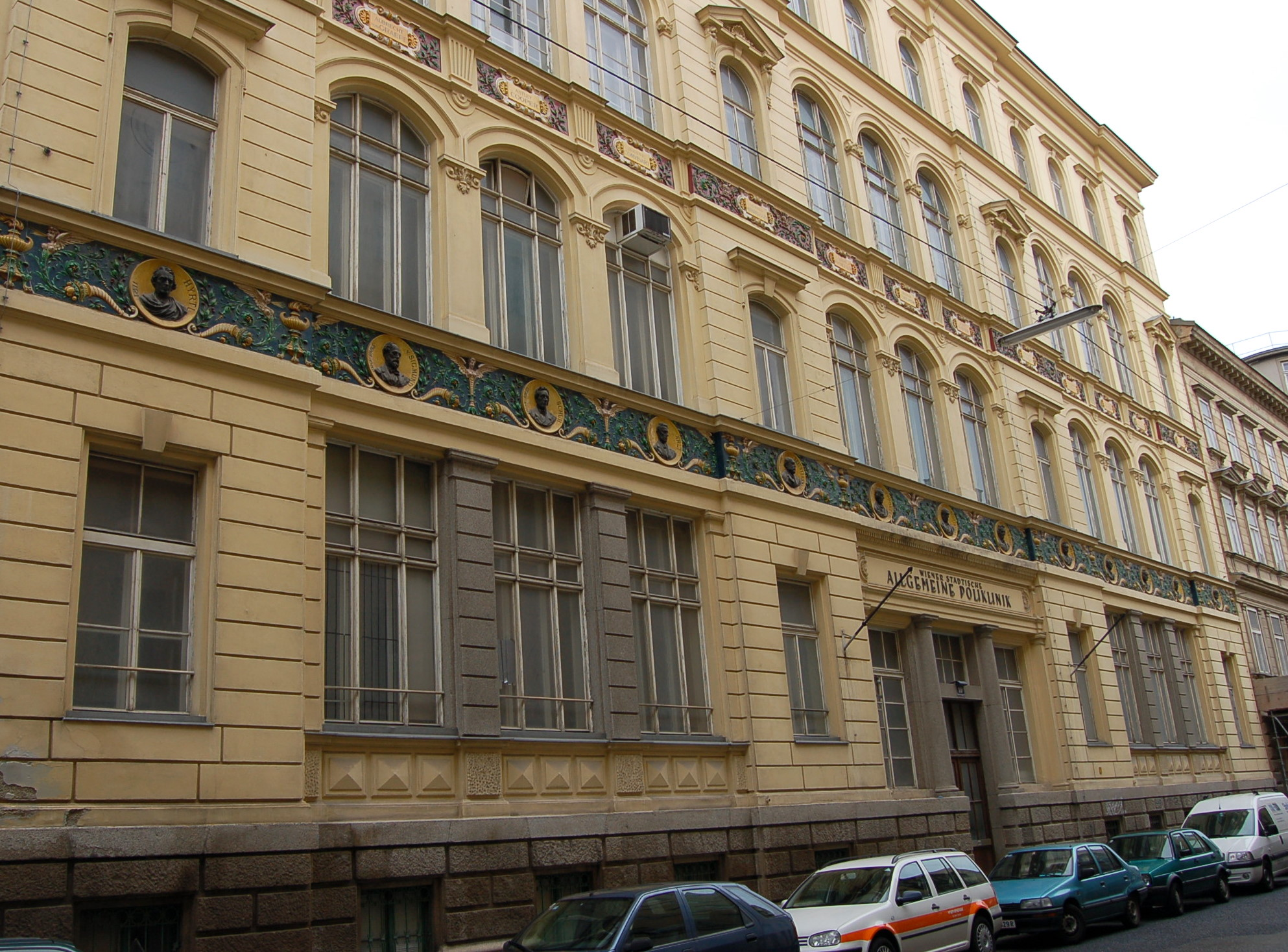
Das Gebäude der ehemaligen Poliklinik in Wien-Alsergrund, Mariannengasse 10

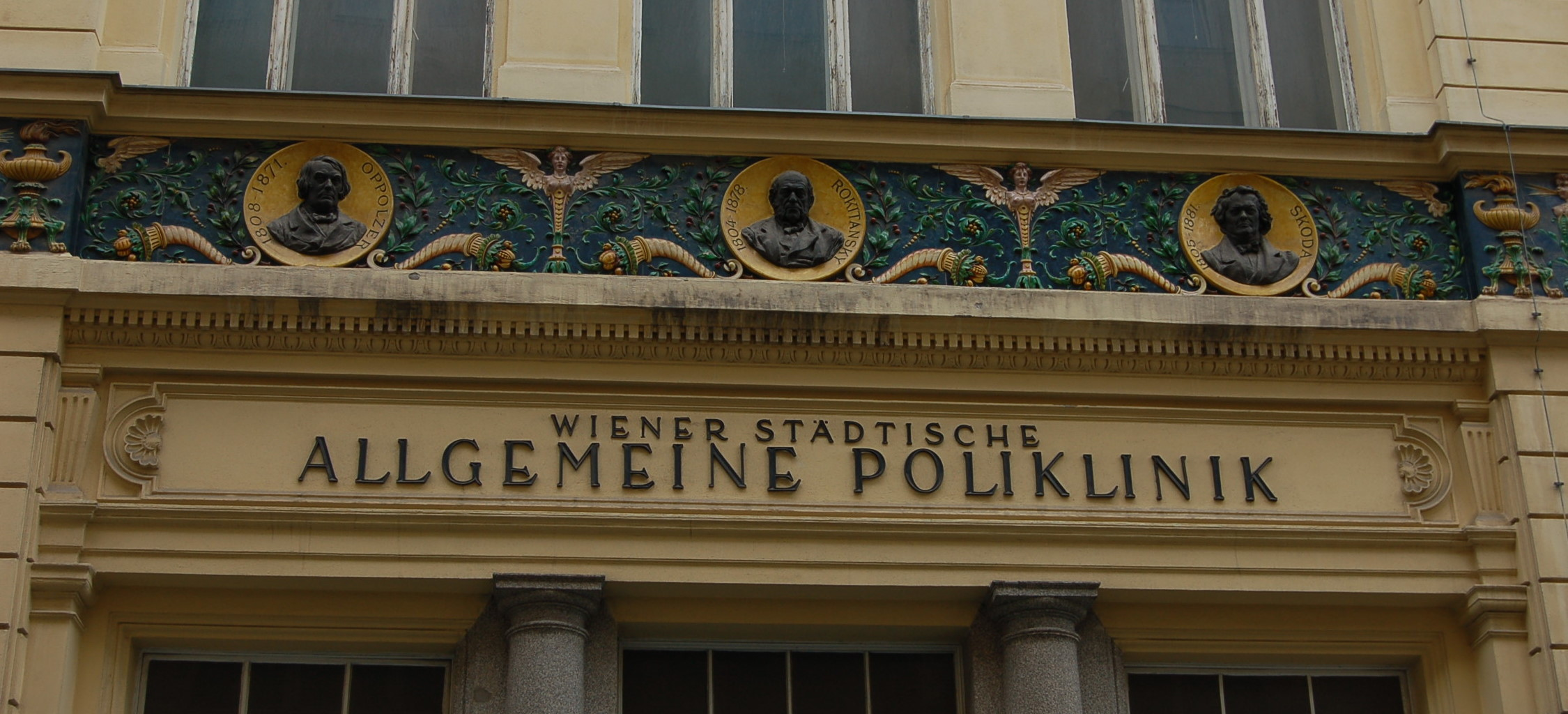
Inschrift über dem Eingang

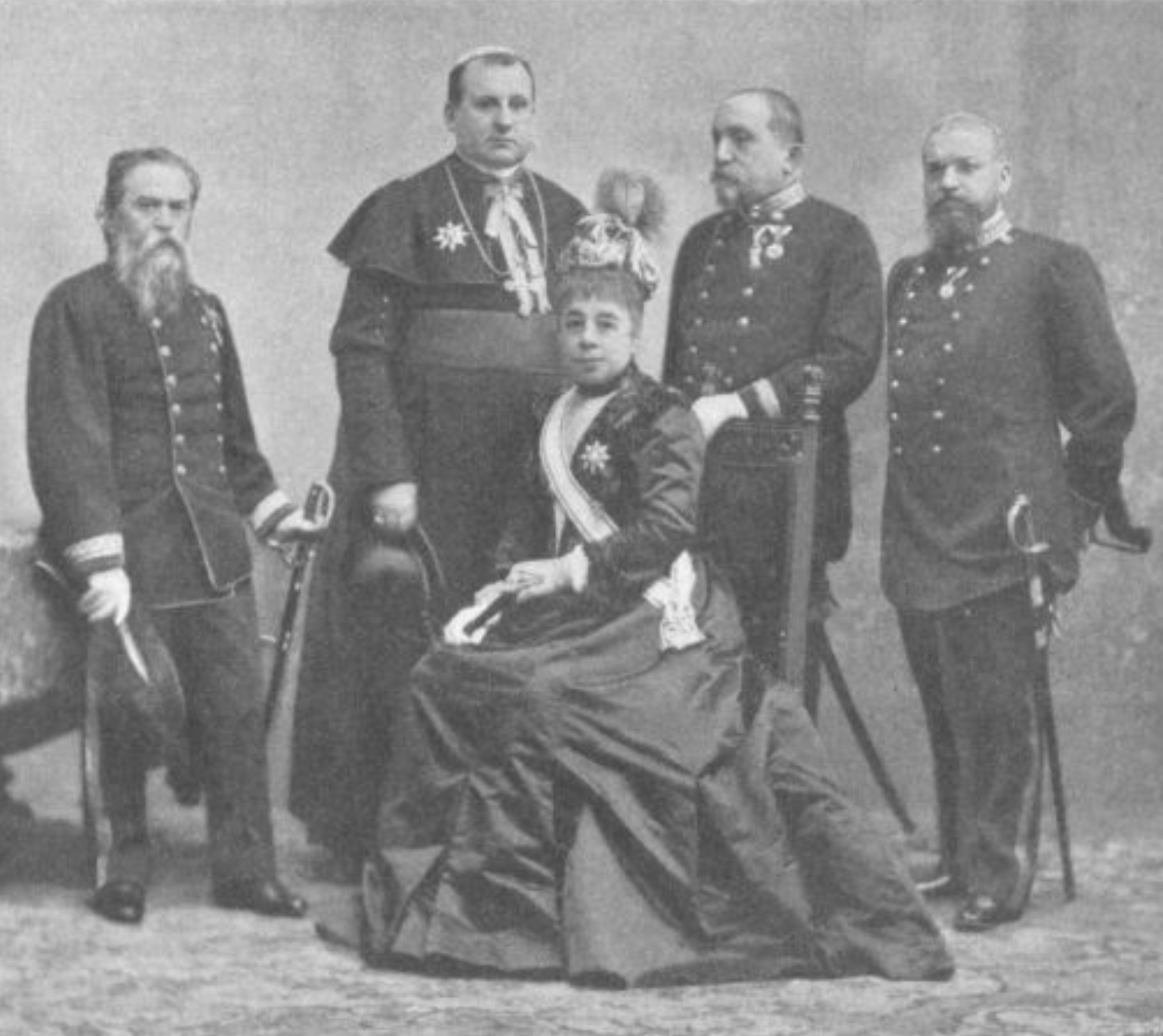
Die leitenden Persönlichkeiten der Poliklinik Wien, 1902.
(v. li n. r.:) August Leopold von Reuss, Weihbischof Godfried Marschall, Fürstin Pauline von Metternich, Alois Monti, Julius Mauthner

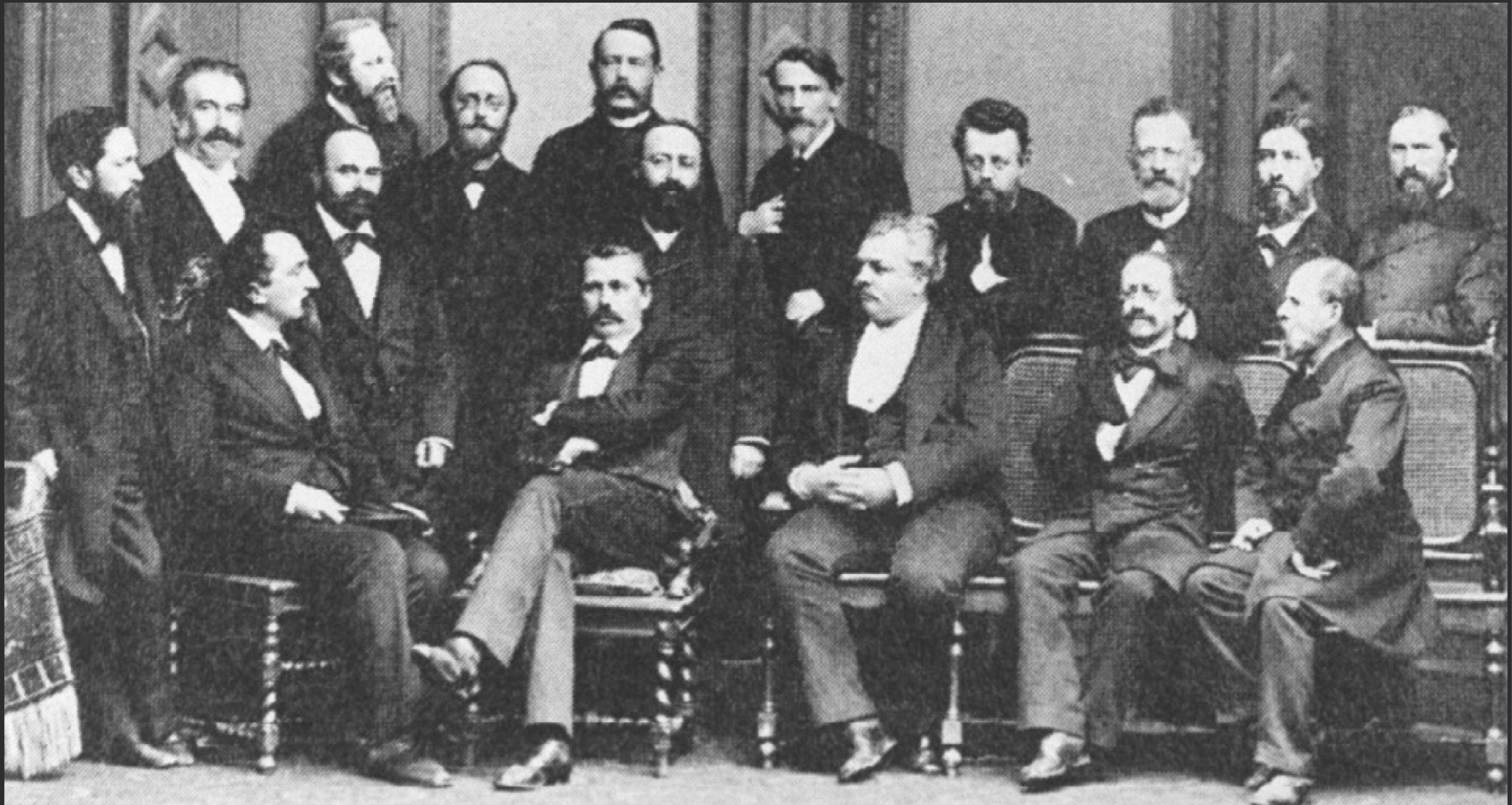
Die Abteilungsvorstände der Allgemeinen Poliklinik in Wien um 1885.
Von links, sitzend:
Alois Monti, Johann Schnitzler, Robert Ultzmann, Jakob Hock, Samuel Siegfried Karl von Basch;
von links stehend:
August Leopold von Reuss, Emil Stoffella, Wilhelm Winternitz, Leopold Oser, Anton von Frisch, Hans von Hebra, Ludwig Fürth, Moriz Benedikt, Viktor Urbantschitsch, Max Herz, Anton Wölfler, Ludwig Bandl

Die Allgemeine Poliklinik war ein Krankenhaus in Wien, an dem zahlreiche bekannte österreichische Mediziner arbeiteten.

## Gründung
Die Poliklinik wurde 1872 von zwölf jungen Universitätsassistenten gegründet und war damit die erste ihrer Art in Europa. Das Neue an der Wiener Poliklinik war, dass man um die Abdeckung der gesamten Palette medizinischer Fächer bemüht war, während ausländische Polikliniken stets auf einzelne medizinische Sparten ausgerichtet waren. Deshalb trug diese Wiener Institution auch den Namen „Allgemeine Poliklinik“. Die Gründer waren:
- Heinrich Auspitz (1835–1886), Dermatologe
- Friedrich Ludwig Fleischmann (1841–1878), Kinderarzt
- Jakob Hock (1831–1890), Ophthalmologe
- Ignaz Neudörfer (1825–1898), Chirurg
- Leopold Oser (1839–1910), Internist
- August Leopold von Reuss (1841–1924), Ophthalmologe
- Carl von Rokitansky (1804–1878), Gynäkologe
- Emil Rollet (1835–1923), Internist
- Johann Schnitzler (1835–1893), Internist und Laryngologe
- Mathias Schwanda (1821–1885), Neurologe
- Robert Ultzmann (1842–1889), Chirurg und Urologe
- Wilhelm Winternitz (1834–1917), Internist und Hydrotherapeut

Wenige Monate später traten hinzu:
- Alois Monti (1838–1909), Kinderkrankheiten
- Viktor Urbantschitsch (1847–1921), Ohrenkrankheiten
- Maximilian Leidesdorf (1816–1889), Gemüts- und Nervenkranke

Weitere Ärzte:
- Moritz Nedopil (1847–1909), Chirurg
- Josef von Metnitz (1861–1905), Zahnarzt

## Bedeutung
Bereits im ersten Jahr ihrer Tätigkeit wurden 12.000 Patienten in 56.456 Ordinationen kostenlos behandelt und von 14 Dozenten Vorlesungen für 217 Hörer abgehalten.
Ursprünglich in der Wipplingerstraße im Ersten Gemeindebezirk untergebracht, waren es Ambulanzen, die vor allem die Versorgung armer Patienten verbessern und andererseits Lehr- und Forschungsarbeiten erleichtern sollten. Die Kosten des Betriebes wurden zuerst von den Gründern selbst getragen, aber vier Jahre später wurde ein Verein zur Finanzierung gegründet, der Spenden sammelte. Besonders die Fürstin Pauline von Metternich unterstützte den Verein.
1875 hat Leopold Oser, der als „einziger und bester Magenspezialist Österreichs“ galt, einen flexiblen Magenschlauch anstelle eines starren Rohrs zur Gastroskopie („Magenspiegelung“) eingeführt, das der Gastroenterologe Adolf Kußmaul 1867 entwickelt hatte. Dieser flexible Magenschlauch passte sich der menschlichen Anatomie besser an und war in der Lage, sowohl die Unannehmlichkeiten der Untersuchung zu mildern, als auch dem Arzt Analysen der Magenfunktion zu ermöglichen. Zudem wurde einer gefährlichen Perforation der Speiseröhre oder des Magens, die nicht selten bei der starren Gastroskopie vorkam und oft tödlich endete, vorgebeugt.
1875 übersiedelte die Poliklinik in die Oppolzergasse im selben Bezirk und 1880 in die Schwarzspanierstraße im neunten Gemeindebezirk, wobei auch bereits der erste stationäre Krankenhausbetrieb mit fünf Betten aufgenommen wurde. In das Gebäude in der Mariannengasse, in dem sie bis zum Schluss war, zog die Poliklinik 1892.
Hier entstanden nach und nach die einzelnen Spitalsabteilungen, Ambulanzen sowie ein Hörsaal. Ab 1896 gab es ein Röntgenkabinett, das sich 1904 zum ersten Röntgeninstitut Österreichs entwickelte. Von 1898 bis 1930 wirkte Julius Mannaberg als Vorstand der Inneren Abteilung der Wiener Allgemeinen Poliklinik.
Aber auch andere Fachabteilungen entstanden. So gründete Anton von Frisch (1849–1917) die erste urologische Ambulanz Europas und erreichte, dass die Urologie als eigenes Fach an der Wiener Universität installiert wurde. Von 1919 bis 1943 leitete Hans Rubritius die Urologie. Johann Schnitzler (1835–1893), der Vater Arthur Schnitzlers, eröffnete eine laryngologische Abteilung. Auch Arthur Schnitzler selbst arbeitete bei ihm als Assistent bis 1893. Sein 1912 geschriebenes Werk Professor Bernhardi hatte die Poliklinik als Vorbild.
Nach dem Vorbild der Poliklinik entstanden um die Jahrhundertwende zahlreiche Kliniken in ganz Europa. Sie war immer wieder Vorreiter in neuen Therapien. So wurde unter Wilhelm Winternitz die erste hydrotherapeutische Bettenstation der Welt eingerichtet. Viktor Frankl leitete von 1946 bis 1970 die neurologische Abteilung. Johannes Bischko errichtete eine Akupunkturambulanz, die 1972 mit der ersten Mandeloperation mit Akupunktur statt Narkose bekannt wurde. 1975 wurde das Ludwig Boltzmann Institut für Homöopathie von Mathias Dorcsi (1923–2001)  eröffnet.

## Weitere Verwendung des Gebäudes
Ab 1938 war die Poliklinik im Besitz der Gemeinde Wien. Sie wurde kurz als Geriatrisches Rehabilitationszentrum verwendet, dann aber am 15. Dezember 1998 endgültig geschlossen. Auf dem Gelände, das außer dem Gebäude in der Mariannengasse weitere angrenzende Flächen bis zur Lazarettgasse umfasste, wurde das Vienna Competence Center als Standort für Forschungseinrichtungen und Unternehmen aus den Bereichen Medizin, Biomedizin, Medizintechnik und ergänzenden Dienstleistungsgebieten errichtet.
Zwischen 2008 und 2012 wurde das denkmalgeschützte Hauptgebäude der ehemaligen Wiener Poliklinik sowie die angrenzenden Gebäude generalsaniert und in ein repräsentatives und zeitgemäßes Büro- und Wohnambiente verwandelt.